# Пембрук
Пе́мбрук (англ. Pembroke, МФА: [ˈpɛmbrʊk]), валлійська назва Пенфро́, Пенвро́ (валл. Penfro, МФА: [pɛnˈvroː]) — місто в області Пембрукшир, Уельс, Велика Британія. Колишній центр графства Пембрукшир, Пембрук ще має значну кількість історичних будівель, міських мурів і комплексів. Зараз становить громаду і є одним з найбільших міст в області, маючи населення 7 552 особи.
Замок Пембрук є місцем народження Генріха Тюдора, надалі короля Генріха VII.

## Назва
Місто і графство отримали назву від кантреву Пенвро (Cantref of Penfro): Pen означає «голова» чи «кінець», а bro — «земля, край», тобто назву можна тлумачити як «Кінець Землі», «Окраїна» чи «високий мис» (англ. headland).

## Географія
Місто Пембрук розташоване в Південному Пембрукширі, на вапняковому півострові біля естуарія річки Кледдай, оточене лісами й орними землями. Відстань до обласного центру Гейверфордвест становить 13 км (8 миль). Громада Пембрук займає площу 1 190 га (4,58 квадратних миль) і включає чотири виборчих дільниці (Pembroke St Mary North, Pembroke St Mary South, St Michael, Monkton).
Центром міста є вулиця Мейн-Стріт (Main Street), що є єдиною вулицею всередині стародавніх міських мурів. Зовні муру житлові райони були збудовані в напрямку на північ до Пембрук-Док, у напрямку на схід до Лемфі, і в напрямку на південь. На захід від міста лежить село Монктон, яке входить до складу громади Пембрук. Згідно з переписом 2001 року, населення громади становило 7 214 осіб.

### Клімат
Місто знаходиться у зоні, котра характеризується морським кліматом. Найтепліший місяць — липень із середньою температурою 15 °C (59 °F). Найхолодніший місяць — лютий, із середньою температурою 6.1 °С (43 °F).
| Клімат Пембрука         | Клімат Пембрука | Клімат Пембрука | Клімат Пембрука | Клімат Пембрука | Клімат Пембрука | Клімат Пембрука | Клімат Пембрука | Клімат Пембрука | Клімат Пембрука | Клімат Пембрука | Клімат Пембрука | Клімат Пембрука | Клімат Пембрука |
| Показник                | Січ.            | Лют.            | Бер.            | Квіт.           | Трав.           | Черв.           | Лип.            | Серп.           | Вер.            | Жовт.           | Лист.           | Груд.           | Рік             |
| Абсолютний максимум, °C | 13              | 13              | 17              | 20              | 23              | 26              | 27              | 26              | 22              | 20              | 16              | 14              | 27              |
| Середній максимум, °C   | 8               | 7               | 8               | 10              | 13              | 15              | 17              | 17              | 16              | 13              | 10              | 8               | 12              |
| Середня температура, °C | 6               | 5               | 6               | 8               | 10              | 13              | 14              | 15              | 14              | 11              | 8               | 6               | 10              |
| Середній мінімум, °C    | 5               | 4               | 4               | 6               | 8               | 11              | 12              | 13              | 12              | 10              | 7               | 5               | 8               |
| Абсолютний мінімум, °C  | −6              | −5              | −3              | −1              | 0               | 4               | 7               | 6               | 3               | 0               | −1              | −5              | −6              |
| Норма опадів, мм        | 110             | 70              | 50              | 40              | 50              | 40              | 70              | 70              | 70              | 100             | 110             | 100             | 940             |
| Днів з опадами          | 20              | 17              | 17              | 16              | 12              | 13              | 13              | 13              | 14              | 18              | 19              | 18              | 190             |
| Днів з дощем            | 10              | 8               | 6               | 5               | 6               | 5               | 7               | 7               | 7               | 8               | 9               | 9               | 91              |
| Днів зі снігом          | 0               | 1               | 1               | 0               | 0               | 0               | 0               | 0               | 0               | 0               | 0               | 1               | 3               |
| Вологість повітря, %    | 86              | 86              | 85              | 83              | 81              | 83              | 84              | 85              | 85              | 85              | 87              | 86              | 85              |
| ----------------------- | --------------- | --------------- | --------------- | --------------- | --------------- | --------------- | --------------- | --------------- | --------------- | --------------- | --------------- | --------------- | --------------- |
| Джерело: Weatherbase    |                 |                 |                 |                 |                 |                 |                 |                 |                 |                 |                 |                 |                 |

## Населення
Населення конурбації Пембрука і Пембрук-Дока становить 15 890 осіб, що його робить одним з найбільш заселених у Західному Уельсі.

## Інше
Місто дало назву породі собак пембрук-вельш-коргі — одному з двох різновидів типу вельш-коргі.